# Thecla greppa
Thecla greppa är en fjärilsart som beskrevs av Dyar 1912. Thecla greppa ingår i släktet Thecla och familjen juvelvingar. Inga underarter finns listade i Catalogue of Life.